# きみといた世界
『きみといた世界』（きみといたせかい）は、2024年12月14日に公開された日本映画。監督は本作がデビュー作となる政成和慶、主演は中川可菜と高橋改。異世界に迷い込んだコミュニケーションが下手な男子高校生と、クラスで人気を集める女子高校生の恋愛模様を描く。
監督の政成と原作の漫画を担当したarawakaとは幼馴染であり、映画と漫画を両方同時に作ることを発想し、企画がスタートした。

## あらすじ
孤独で人付き合いが苦手な高校生、水野卓（17）は、クラスメイトの吉川碧衣（17）に片思いをしている。いつものように、碧衣は親友の横山理奈（17）や他の男子生徒たちに囲まれ、他愛のない会話を交わしていた。
碧衣は先生に頼まれて図書館へ資料を取りに行くと、不思議な世界に迷い込んでしまう。信じられないほど静まり返った学校の廊下を、碧衣は一人歩く。教室で居眠りをしている卓以外、生徒は一人もいない。
二人がこの状況に戸惑う中、管理人と名乗る謎の男が現れ、元の世界に戻るには二人の心を一つにし、「コア」と呼ばれる現実世界と異次元の世界のバランスを保つ存在に、迷い込んだのは一人だけだと気づかせる必要があると告げるのであった。

## 登場人物
吉川碧衣
演 - 中川可菜
女子高生。クラスの人気者で、スクールカーストの一軍。
水野卓
演 - 高橋改
碧衣のクラスメイトである高校3年生。他者とのコミュニケーションを苦手としている。
横山理奈
演 - 保﨑麗
碧衣のクラスメイト。
同級生
演 - 大久保幸輝、薮内大河、Kaito、上瀬一輝、武者梓音（PANDAMIC）、渡邉陽（開歌-かいか-）
中村先生
演 - 真砂豪
異世界の生命
演 - 島野知也
工藤佑太
演 - 阿部快征
碧衣が好きだった青年。
管理人
演 - 弓削智久
異世界の管理人。

## スタッフ
- 原作・脚本：arawaka、政成和慶[4][5][6]
- 監督・編集：政成和慶[4][5][6]
- 製作：arakawa[4][5][6]
- エグゼグティブプロデューサー：佐藤旭[4][5][6]
- プロデューサー：赤間俊秀[4][5][6]
- キャスティング：小林信介（ジ・ズー）[4][5][6]
- 監督補：森山茂雄[4][5][6]
- 助監督：佃直樹[4][5][6]
- 撮影：藍河兼一[4][5][6]
- 録音：豊田真一[4][5][6]
- スタイリスト：長妻和也[4][5][6]
- ヘアメイク：又吉桃花、梅津彩[4][5][6]
- CGディレクター：大柳和也、井上海、浜口泰昭[4][5][6]
- CGプロデューサー：古新舜（コスモボックス）
- 造形：川端英揮[4][5][6]
- 制作主任：三谷奏[4][5][6]
- 整音ミキサー：岩波昌志[4][5][6]
- 音響効果：横山大資[4][5][6]
- DIT・カラリスト：井塚祐真[4][5][6]
- スチール：和田大樹、安永晃[4][5][6]
- アクション指導：島野知也[4][5][6]
- 編集助手：廣光詠司[5][6]
- 音楽プロデュース：Psalm[4][5][6]
- 音楽：Kengo（Psalm）[4][5][6]
- 配給協力：渋谷プロダクション[5]
- 製作・配給：BASARA[4][5][6]

## 主題歌
主題歌：南川ある「永遠であれと」
作詞：南川ある / 作曲・編曲：Kengo（Psalm）